# Midgley (Wakefield)
Midgley – wieś w Anglii, w West Yorkshire, w dystrykcie metropolitalnym Wakefield. W latach 1870–1872 osada liczyła 252 mieszkańców.